# Nijreesbos

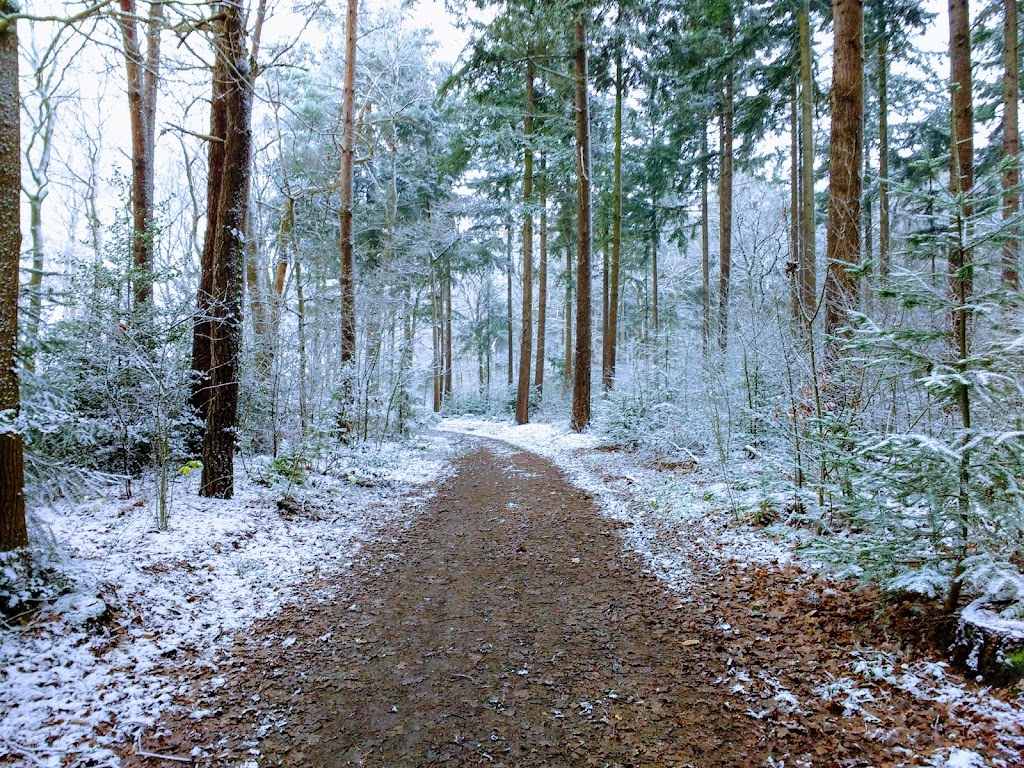
Een besneeuwd pad in het Nijreesbos

Het Nijreesbos is een bos in de Nederlandse gemeente Almelo. Het ligt zuidoostelijk van de stad, en heeft een oppervlakte van ongeveer 165 hectare. De buurt het Nijrees is vernoemd naar het bos.

## Naam
De naam Nijrees komt van een boerderij genaamd Erve Nijrees, die oostelijk van het bos ligt. Erve Nijerees heeft in vroegere tijden meerdere benamingen gekend, zoals Nienreiss, Niereest, Nienrees, Nijerees en Groot Nijerees. In 1675 werd deze in het zogenoemde vuurstedenregister het Nijreest. ‘Reest’ duidt op een beekoverlaat (wateropvang ten tijde van hoge waterstand) en ‘Nije’ staat voor 'nieuwe'.

## Geschiedenis
Het Nijreesbos is eigendom van Huize Almelo. De grond die Huize Almelo eerst bezat, was woest en drassig. Eind 19e eeuw en begin 20e eeuw is veel van deze 'woeste grond' omgevormd tot vruchtbare landbouw en veeteeltgebied omgebouwd. Vanaf de tweede helft van de 19e eeuw werd ook een groot gedeelte van de woeste gronden in bebossing genomen, waardoor het Nijreesbos ontstond. In de periode van 1903 tot 1915 zijn er nog eens dennen aangeplant in het Nijreesbos.
Er zijn ook eerdere bronnen van het Nijreesbos. Zo zou het 'reest' (zie naam) zich bevinden tussen het bos, en de koldergraven.
In 1924 werd overwogen een vliegterrein aan te leggen op de plaats van het Nijreesbos.
Op 1 juni 1927 is het Nijreesbos getroffen door een cycloon. Percelen bos werden als luciferhoutjes omgeblazen, vooral het Nijreesbos en Twickel werden getroffen. De Bornse Courant schreef daarover op 4 juni 1927: ‘Waar eens bosschen waren is thans een open en kale vlakte.'.
In 1944 is in Almelo een lanceerbaan voor V1-bommen aangelegd door de Duitsers. De vliegende bommen zouden richting Londen en Antwerpse haven moeten worden afgeschoten. Echter werd de lanceerinrichting in Nijreesbos door de Duitse ingenieurs afgekeurd en is daardoor nooit gebruikt.

## Natuur

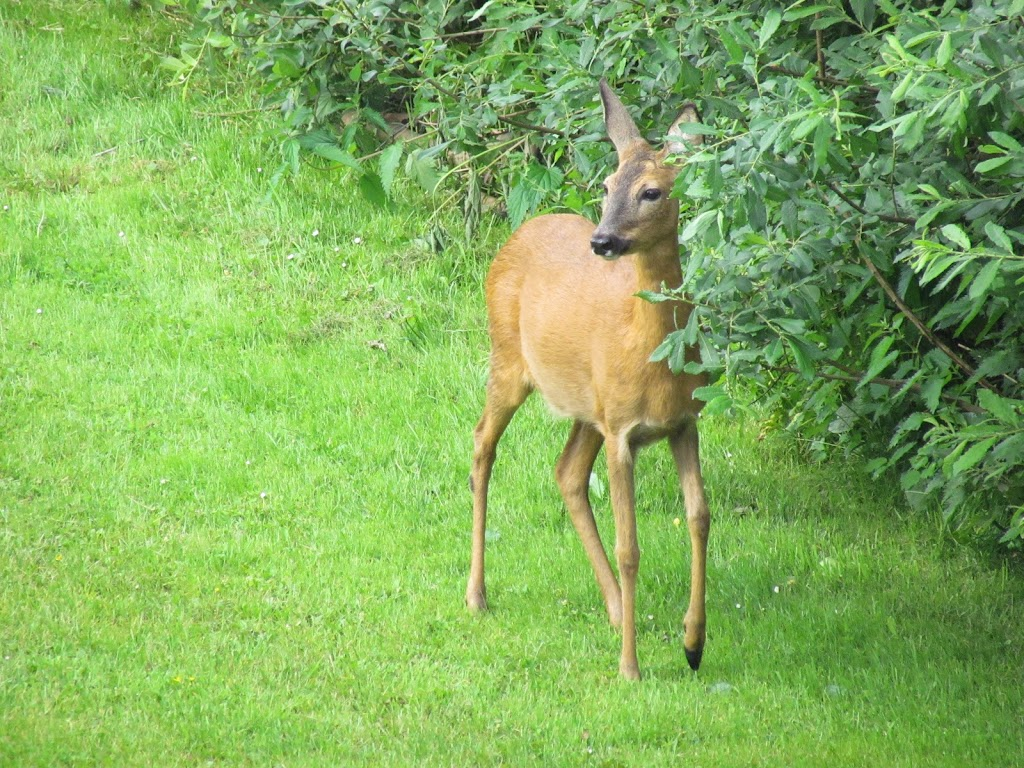
Een ree graast aan de rand van het Nijreesbos.

Uit de ecologische kartering blijkt het Nijreesbos een beschermde plantensoort de wilde gagel te hebben in een sloot aan de noordzijde van het Nijreesbos.
Ook bevinden zich er een groot aantal reeën in het bos, welke regelmatig gespot worden door wandelaars. Ook zijn deze reeën zo nu en dan te zien buiten het bos, op grasveldjes te grazen.
Het Nijreesbos grenst aan de kunstmatig gemaakte beek de Doorbraak.
Door de aanwezigheid van letterzetters zijn in 2019 honderden bomen gekapt, om dit insect onder de duim te houden.